# Alfredo González Salazar
Alfredo Guillermo González Salazar (Lima, 6 de junio de 1947-Lima, 31 de diciembre del 2020) fue un ingeniero agrónomo y político peruano. Fue presidente del Club Universitario de Deportes durante cuatro periodos y congresista de la República en el periodo 2001-2006.

## Biografía
Nació en Lima el 6 de junio de 1947. Hijo de Alfredo González Byrne y de Helena Salazar Southwell de González. Pasó su infancia en el fundo Barbacay, de propiedad de su familia (sito en el valle de Huarmey).
Realizó sus estudios escolares en el Colegio Markham e ingresó a los dieciséis años a la Universidad Nacional Agraria La Molina, donde concluyó sus estudios de Agronomía en 1968, obteniendo el mejor promedio hasta esa fecha. En 1969 ingresó a ESAN donde se graduó como magíster en Administración de Empresas, obteniendo la medalla de plata por sus altas calificaciones.
En 1970 ingresó a trabajar en el Banco Continental, el cual en esa fecha era de propiedad del Chase Manhattan Bank. Ahí realizó una práctica de 6 meses en Lima y, luego, en San Juan de Puerto Rico. Cuando regresa al Banco Continental, ocupa importantes cargos en el sector de créditos de dicha institución.
En 1980 se independiza y se dedica a la exportación de productos de mar y agroindustriales a más de cuarenta países. Asimismo trabajó en ESAN, en el programa de maestría y de desarrollo ejecutivo, a cargo de cursos para ejecutivos del Banco Internacional de Desarrollo y de ALIDE. Por dos años fue director de Electrolima participando activamente en su privatización, para luego ser por tres años director de Edelnor. Se dedicó a la asesoría y consultoría.
Fue padre de tres hijos: Alfredo, Alexia y Roxana.

## Vida pública
Alfredo González fue dirigente histórico del Club Universitario de Deportes por catorce años.

### Presidente del Club Universitario de Deportes
En 1995, fue elegido presidente del Club Universitario de Deportes para el periodo 1995-1998. Fue nuevamente reelegido para los periodos 1998-2001 y luego desde 2004 hasta el 2007.
Bajo su presidencia se gestionó, construyó e inauguró el Estadio Monumental, estadio que es uno de los más modernos del mundo. Asimismo, bajo su gestión se construyó la Villa de Menores para promover los futuros valores nacionales, y se renovó y amplió la sede social denominada Campo Mar U. Logró, además, importantes victorias nacionales para la institución.
Durante su dirigencia, Universitario consiguió uno de los hitos más importantes en la historia del club como fue el tricampeonato nacional durante 1998, 1999 y 2000 con un equipo lleno de estrellas como Óscar Ibáñez, John Galliquio, José Carranza, Gustavo Grondona, Eduardo Esidio, Paolo Maldonado y Marko Ciurlizza.
En marzo de 1999, fue suspendido cuatro años en sus labores de dirigente al encontrársele como coautor intelectual del caso de soborno a jugadores del Club Atlético Torino en un partido contra Universitario de Deportes válido por el Campeonato Descentralizado de 1996. Mientras que en 2006, fue definitivamente inhabilitado para ejercer cualquier cargo deportivo a nivel nacional e internacional por la Federación Peruana de Fútbol y la FIFA.

### Conductor
Alfredo González también fue conductor del programa gastronómico La tribuna de Alfredo desde el 2003 en Canal A (RBC) y, posteriormente, entre 2008 y 2016 en ATV+ y Panamericana. Destacó su frase distintiva al presentar los platos: «Toditito para ti».

## Vida política

### Congresista (2001-2006)
En las elecciones generales del 2001, fue candidato al Congreso de la República por la alianza Solución Popular que tenía como candidato presidencial al exministro fujimorista Carlos Boloña. González resultó elegido con 32;444 votos, siendo el único candidato electo de la alianza, para el periodo parlamentario 2001-2006.
En el 2004, fue sancionado por dos años tras haber agredido a una funcionaria judicial en el Monumental.

## Fallecimiento
Falleció el 1 de enero del 2021, a los 73 años. La noticia fue anunciada por su yerno Omar Chehade a través de su cuenta de Twitter.